# The Complete Picture: The Very Best of Deborah Harry and Blondie
A The Complete Picture: The Very Best of Deborah Harry and Blondie a Chrysalis Records által 1991-ben kiadott válogatásalbum, amely tartalmazza a Blondie rockegyüttes, és annak énekesnőjének, Debbie Harrynek a legsikeresebb dalait.
Angliában a harmadik helyre került az albumlistán, 25 hétig maradt a listán, és aranylemez minősítést kapott. Dupla bakelitlemezes kiadásban jelent meg, ahol minden oldalra öt dal jutott, a CD kiadás esetében egyetlen CD-re került mind a húsz dal. Megjelent hozzá egy video kiadvány is, amelyeken rajta voltak a Backfired és a Now I Know You Know dalok, annak ellenére, hogy azok a válogatásalbumon nem szerepeltek.

## Az album dalai
A *-al jelölt dalok Debbie Harry szólódalai.
1. Heart of Glass (Debbie Harry, Chris Stein) - 3:58
2. I Want That Man (Bailey, Currie) - 3:41*
3. Call Me (Harry, Giorgio Moroder) - 3:28
4. Sunday Girl (Stein) - 3:02
5. French Kissin’ in the USA (Lorre) - 5:10*
6. Denis (Neil Levenson) - 2:18
7. Rapture (The Best of Blondie Version) (Harry, Stein) - 5:33
8. Brite Side (Harry, Stein) - 4:34*
9. (I’m Always Touched by Your) Presence, Dear (Valentine) - 2:41
10. Well Did You Evah! (Porter) - 3:27*
11. The Tide Is High (Album Version) (Barrett, Evans, Holt) - 4:35
12. In Love with Love (Harry, Stein) - 4:30*
13. Hanging on the Telephone (Lee) - 2:22
14. Island of Lost Souls (7" Edit) (Harry, Stein) - 3:49
15. Picture This (Destri, Harry, Stein) - 2:56
16. Dreaming (Harry, Stein) - 3:03
17. Sweet and Low (Phil Harding Single Mix) (C., Harry) - 4:18*
18. Union City Blue (Harrison, Harry) - 3:20
19. Atomic (Album Version) (Destri, Harry) - 4:38
20. Rip Her to Shreds (Harry, Stein) - 3:19